# 魏重庆 (1914年)
魏重庆（Charles Wei，1914年—1987年2月20日），美籍华人，桥牌理论家、实业家，精準制叫牌法（亦稱精确叫牌法）的发明者，也是美国华人船王。

## 生平
祖籍中国浙江省宁波，生于浙江嵊县黄泽镇白泥坎村，是曾任中华民国司法院院长谢冠生的外甥。1936年毕业于上海交通大学电机系，其后任职国民政府资源委员会，輔仁大學教授。在二战期间，他来到美国深造，并加入美国籍。1942年开始经营海运业，在中东和东亚之间运送石油。逐渐成为一位船运业和航空业中成功的企业家。曾担任美国联合油轮公司副总裁。1962年创办复康轮船公司，任董事长兼总裁。主持过飞鹰航业集团。作为一个企业家，魏重庆善于创新，曾以最低的费率完成美国历史上最大谷物越洋运输生意。同时懂得利用各种有利机会。复康航运集团不仅是美国政府合同承包商，还得到大量政府补贴和贷款保证，建造“德克萨斯之骄傲号”、“德克萨斯之星号”、“德克萨斯之魂号”等多艘深海运输货轮，在不景气的美国海运业中一支独秀。魏重庆也因此有“船王”或“纽约船王”之称。旋供职于。抗战爆发后赴重庆任军事委员会政治部电讯总队组长。1942年奉命赴美国考察。

### 桥牌成就
1965年，魏重庆发明了中華精準制，即超級精準制的前身。虽然他极力向人推荐，但是北美桥牌界对这个来自中国行外人士的成果毫不重视。魏重庆并不气馁，他来到台湾，遴选了一批年轻人，组成中华队，用新式叫牌法进行训练和比赛。中华队使用精準制连续在1967年、1968年和1969年三次远东锦标赛中取得佳绩。1969年，在代表世界最高水平的百慕大杯世界桥牌团体锦标赛上，他与夫人、后来人称“桥牌皇后”的杨小燕共同带领中华队（队员包括黃光辉、戴明芳、黃光明和后来成为國立清華大學校长的沈君山）在半决赛中一举击败不可一世的美国队，进入决赛，最后获得亚军，轰动世界桥牌界。而且次年再次进入决赛，又获亚军。这两次胜利确立了魏重庆在桥牌界的地位。 
此后不久，历史上最为强大的意大利蓝队也采用了精準制叫牌法，并继续横扫世界桥坛。戈伦和里斯这样的大师人物也纷纷著书介绍，改习精准制风靡全球。时至今日，精确制及其改良版本仍然是主流的叫牌法。
魏重庆本人也有极高的实战水平，曾创下纽约区际比赛得分率最高记录，至今尚未打破。

### 逝世
1987年2月20日，魏重庆因糖尿病在美国纽约大学医院逝世，享年73岁。